# James T. Rubeor

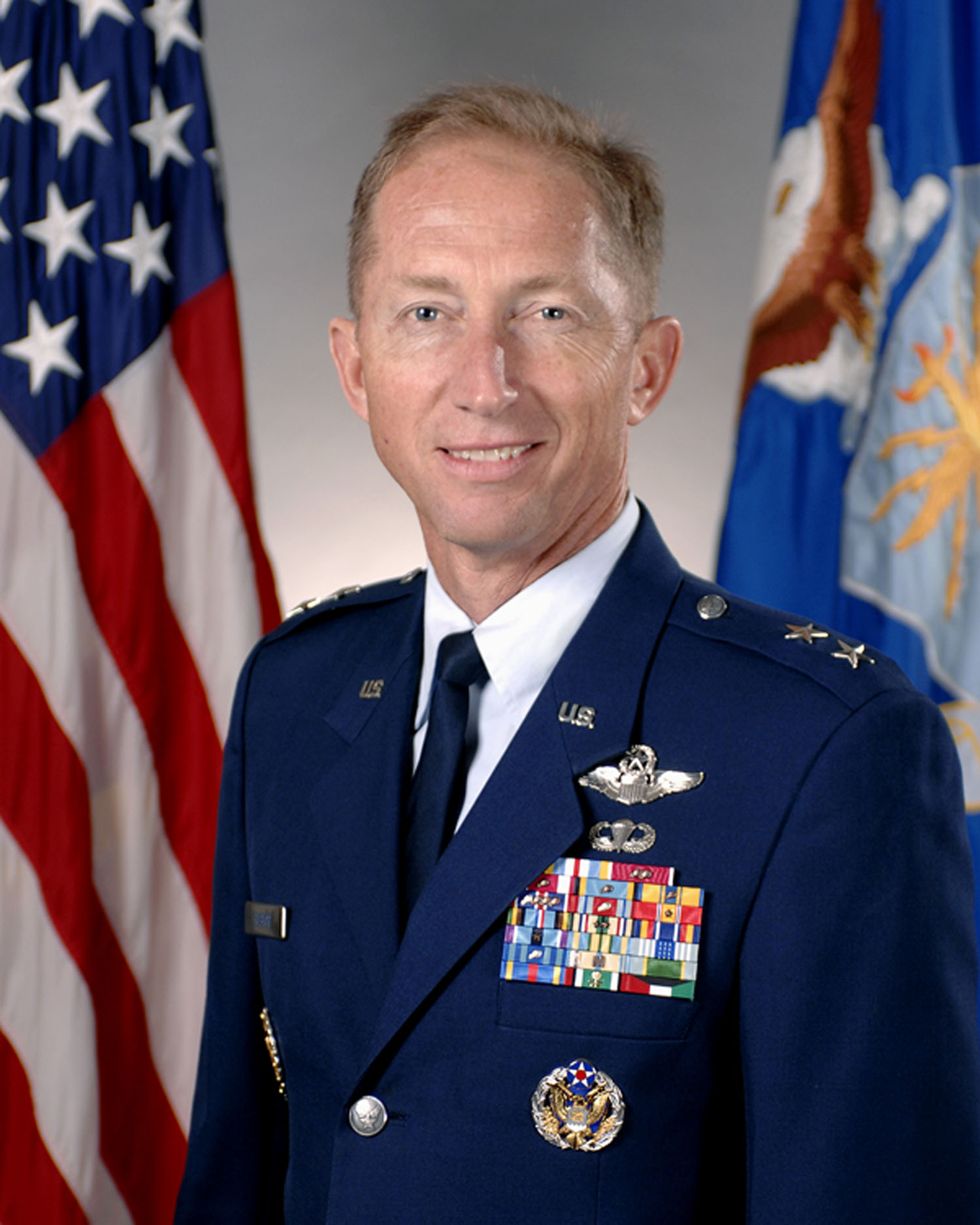
James T. Rubeor (2008)

James T. Rubeor (* um 1956) ist ein pensionierter Generalmajor der United States Air Force. Er war unter anderem Kommandeur der 22. Luftflotte (Twenty Second Air Force).
Im Jahr 1978 absolvierte er die United States Air Force Academy in Colorado Springs. Nach seiner Graduation wurde er als Leutnant in das Offizierskorps der Air Force aufgenommen. In der Folge durchlief er alle Offiziersgrade vom Leutnant bis zum Zwei-Sterne-General.
Im Lauf seiner militärischen Karriere absolvierte er verschiedene Kurse und Schulungen. Dazu gehörten unter anderem eine Ausbildung zum Kampfpiloten und weitere Fortbildungskurse als Pilot von neuen Flugzeugtypen; die Squadron Officer School auf der Maxwell Air Force Base in Alabama; das Air Command and Staff College und das Air War College, die sich ebenfalls auf der Maxwell AFB befinden; der National Security Management Course in  Syracuse; das National War College in Fort Lesley J. McNair in Washington, D.C. und der Capstone General and Flag Officer Course der National Defense University, ebenfalls in Fort Leslie J. McNair.
In seinen frühen Jahren als Offizier der Luftwaffe war er an verschiedenen Stützpunkten in den Vereinigten Staaten stationiert. Dabei war er als Pilot, Flugausbilder oder Stabsoffizier bei unterschiedlichen Einheiten tätig. Dazwischen absolvierte er die erwähnten Schulungen. Im Januar 1986 wechselte er zur Reserve der Air Force. Als Air Reserve Technician diente er dann als Zivislt bei der 326. Transportschwadron (326th Military Airlift Squadron), die auf der Dover Air Force Base in Delaware ansässig war. Zwischenzeitlich wurde er immer wieder zu Reserveeinheiten der Air Force einberufen und versah dann regulären Militärdienst.
Zwischen August 1996 und März 1998 kommandierte er auf der Andrews Air Force Base in Maryland die 459th Operations Group. Es folgte eine Versetzung zur Scott Air Force Base in Illinois, wo er bis zum Juni 2000 den Oberbefehl über das 932. Transportgeschwader (932nd Airlift Wing) hatte. Danach wurde er nach Kalifornien versetzt. Dort kommandierte er zunächst bis zum Juli 2003 auf der Travis Air Force Base das 349. Geschwader (349th Air Mobility Wing) und dann bis zum Juli 2006 auf der March Air Reserve Base das 452. Geschwader (452nd Air Mobility Wing).
Zwischen Juli 2006 und August 2007 gehörte James Rubeor dem erweiterten Stab der Joint Chiefs of Staff an. Anschließend war er bis zum April 2009 im Hauptquartier der Air Force in der Abteilung für Reserveangelegenheiten tätig. Am 4. April 2009 übernahm er auf der Dobbins Air Force Reserve Base in Georgia als Nachfolger von Martin M. Mazick den Oberbefehl über die 22. Luftflotte. Dieses Amt bekleidete er bis zum 16. September 2011 als Wallace W. Farris Jr. seine Nachfolge antrat.
Seine letzte militärische Aufgabe nahm James Rubeor auf der Peterson Air Force Base in Colorado wahr. Dort gehörte er sowohl dem Stab des United States Northern Commands als auch dem des North American Aerospace Defense Commands (NORAD) an. In beiden Stäben war er bis zu seinem Abschied aus dem Militärdienst im Jahr 2013 Sonderberater für Angelegenheiten der Reserve. Später wurde er Mitglied verschiedener Vereinigungen der Air Force Veteranen und Reservisten.
Während seiner aktiven Zeit als Militärpilot absolvierte er über 7500 Flugstunden auf verschiedenen Flugzeugtypen.

## Daten der Beförderungen
| Abzeichen | Rang               | Jahr              |
| --------- | ------------------ | ----------------- |
|           | Second Lieutenant  | 31. Mai 1978      |
|           | First Lieutenant   | 31. Mai 1980      |
|           | Captain            | 31. Mai 1982      |
|           | Major              | 11. März 1988     |
|           | Lieutenant Colonel | 12. Juni 1992     |
|           | Colonel            | 1. September 1996 |
|           | Brigadier General  | 5. April 2004     |
|           | Major General      | 1. Juli 2008      |

## Orden und Auszeichnungen
James Rubeor erhielt im Lauf seiner militärischen Laufbahn unter anderem folgende Auszeichnungen:
- Air Force Distinguished Service Medal
- Defense Superior Service Medal
- Legion of Merit
- Meritorious Service Medal
- Aerial Achievement Medal
- Air Force Commendation Medal
- Joint Meritorious Unit Award
- Air Force Outstanding Unit Award
- Combat Readiness Medal
- Humanitarian Service Medal
- Military Outstanding Volunteer Service Medal
- Armed Forces Reserve Medal